# شلل دماغي رنحي
الشَّلَلُ الدِّمَاغِيُّ الرَّنَحِيُّ (بالإنجليزية: Ataxic cerebral palsy)‏ هو نوع من أنواع الشلل الدماغي. لوحظ وجود حالات شلل دماغي متلاشي في حوالي 5-10٪ من جميع حالات الشلل الدماغي، مما يجعله أقل أشكال الشلل الدماغي شيوعًا. يحدث الشلل الدماغي المتلاشي نتيجة للضرر الذي لحق بهياكل المخيخ، وذلك ما يميزه عن شكلين آخرين من الشلل الدماغي، وهما الشلل الدماغي التشنجي (التلف الذي يصيب المناطق الحركية القشرية والمادة البيضاء الكامنة) والشلل الدماغي اللاتيني (ضرر في العقد القاعدية). 
يعاني المرضى الذين يعانون من مشاكل الشلل الدماغي من مشاكل في ضبط الحركة، خاصة في أذرعهم وأرجلهم وجذعهم  وذلك بسبب الأضرار التي لحقت بـالمخيخ، الذي يعد له دور أساسي في تنسيق حركات العضلات والتوازن. من المعروف أن الشلل الدماغي المتلاشي يقلل من قوة العضلات. المظهر الأكثر شيوعاً للشلل الدماغي المتلاشي هو رعاش مقصود (الحركة)، والذي يظهر بشكل خاص عند القيام بحركات دقيقة، مثل ربط الأربطة أو الكتابة بالقلم الرصاص. هذه الأعراض تزداد سوءًا مع استمرار الحركة، مما يؤدي إلى اهتزاز اليد. وعندما تقترب اليد من إنجاز المهمة المقصودة، يزداد الانتعاش مما يزيد من صعوبة إكماله. 
كما هو الحل في جميع أشكال الشلل الدماغي، لا يوجد «علاج» للشلل الدماغي المتلاشي. ومع ذلك، هناك عدد من العلاجات المتنوعة التي تم استخدامها سويا  للحد من الآثار السلبية لهذه الحالة. كما هو الحال مع جميع أشكال الشلل الدماغي أيضًا، من الشائع أن يكون الشلل الدماغي المتلاشي عيب خِلقي، ناتجًا عن أخطاء في تطور المخيخ أو الروابط البروتينية أثناء الحمل. ومع ذلك، فمن الممكن أيضًا ان ينتج عن طريق الاتهاب السحايا أو من خلال صدمة الرأس، على الرغم من أن هذا الأخير يؤدي في كثير من الأحيان إلى واحد من أشكال عديدة من إصابات الدماغ المؤلمة، والتي تكون منفصلة عن فئة الشلل الدماغي كتصنيف.

## الأعراض
بسبب ضعف التوازن، غالباً ما يمشي المرضى الذين يعانون من الشلل الدماغي الرنحي بأقدام متباعدة بشكل غير معتاد (مشية واسعة). بالإضافة إلى ذلك، فإن التماسك العضلي المنخفض التي يسببها الشلل الدماغي المتراخي تجعل الأشخاص الذين يعانون من هذه الحالة غير مستقرين، لأن جسدهم يحاول باستمرار موازنة نفسه. غالبًا ما يستغرق الرضع الذين يعانون من هذه الحالة وقتًا أطول بكثير للتمكن من المشي دون دعم، ويواجه أكثر من 50٪ من جميع الأطفال المصابين بالشلل الدماغي المتلاشي بعض أشكال الإعاقة في التعلم أوالنطق.
سواء كانت الحالة ناتجة عن تشوه المخيخ أو الإصابة، فأنها تؤدي إلى نمو دماغي غير كامل ولا يتأثر شخصان بنفس الطريقة. بشكل عام، الشلل الدماغي هو ضعف جسدي يؤثر على الوضعية وتطور الحركة. يتجلى الشلل الدماغي المتلاشي على وجه الخصوص في أداء الحركات ذات القوة والإتزان والدقة. يعاني المرضى من نقص في التماسك العضلي (نقصان قوة العضلات)، وعلامات الترنح (فقدان السيطرة الكاملة على الحركة الجسدية)، وضعف التوازن والتنسيق، ورعشة، ومشية واسعة (في المرضى القادرين علي المشي).
يحدث التطور الدماغي عادة في السنتين الأوليين من عمر الطفل عندما يكتسب الطفل مهارات جديدة في الحركة والتكيف، وبالتالي تبدأ علامات وأعراض الشلل الدماغي الرنحي بالظهور خلال هذه الفترة الزمنية. عادةً ما يفشل المرضى في الوصول إلى الحركة المتطلبة وإظهار فرق نوعي في تطور الحركة. خلال فترة حديثي الولادة (أول 28 يومًا من الحياة)، يُلاحظ أن الأطفال يعانون من السبات العميق، من حالة تخبط وعدم القدرة علي الحركة. علاوة على ذلك، فإن نقص التماسك العضلي يكون أكبر خلال هذه الفترة، على الرغم من أن العضلات تزداد مع تقدم العمر، إلا أنها لا تصل إلى المستويات الطبيعية. تظهر الأطراف ضعف، وعدم تناسق في الحركة الطوعية، وتمايل وعدم القدرة على أداء حركات متناوبة سريعة.

## الأسباب
يولد ما يقرب من 2-2.5 طفل من ألف طفل في العالم الغربي بالشلل الدماغي، مع زيادة نسبة حدوث ذلك في حالات ولادة التوأم والولادة المبكرة. يعد حالات الشلل الدماغي المتلاشي من 5 إلى 10٪ من جميع الحالات. سبب الشلل الدماغي، ولا سيما نوعه الرنحي غير معروف، ولكن من المعتقد أن يكون بسبب تشوه أو تلف في المخيخ والعديد من الاتصالات،  غالبية الحالات التي تشكل تشوهًا للمخيخ تكون خِلقية، ومع ذلك يمكن أن يكون مكتسب نتيجة الاتهاب السحايا، أو صدمة، أو مضاعفات من الولادة، أو اعتلال دماغي. بالإضافة إلى ذلك، قد تسبب العدوى الفيروسية في الام تلفًا في دماغ الجنين بسبب الزيادة في السيتوكينات الالتهابية الناتجة أثناء العدوى. يمكن أن تحدث إصابة الدماغ خلال فترات ما قبل الولادة أو الفترة المحيطة بالولادة أو ما بعد الولادة. معظم حالات الشلل الدماغي، حوالي 80 ٪ تحدث قبل الولادة لأسباب غير معروفة. يزداد حدوثها مع قصر فترة الحمل - أقل من 32 أسبوعًا من مدة الحمل والوزن عند الولادة يكون أقل من 2500 غرامًا.

## التشخيص
يعتمد تشخيص الشلل الدماغي الرنحي على التقييم السريري/ الإكلينيكي باستخدام أدوات تقييم موحدة. يبدأ التشخيص بملاحظة التطور البطيء في الحركة، وتماسك العضلات الغير طبيعي، والوضعية الغير عادية لدى الأطفال التي لا تصل إلى مراحل التطور. يختلف التشخيص لدى البالغين والأطفال لأن دماغ الطفل لا تزال تنمو والطفل يكتسب مهارات حركية ولغوية وتكيفية واجتماعية جديدة.  تستند إستراتيجية الاختبار على نمط تطور الأعراض وتاريخ عائلة المريض وأي عوامل أخرى مؤثرة، مثل الإصابة أو الصدمة. إن الإعاقات المصاحبة مثل تلك التي سبق وصفها في ظل الأعراض المرتبطة بالشلل الدماغي المتلاشي مثل ضعف الحواس والضعف الإدراكي، تكون مفيدة أيضًا في تشخيص المرض.
في الأطفال، تقييم ردود الفعل الطفولية هو أيضا أداة تشخيصية، مثل رد فعل مورو واختبار رومبرغ.  رد فعل مورو عند الرضع بعد عمر 6 أشهر نادرا ما يحدث، ويتميز بأنه استجابة كأنه صار فقدان مفاجئ للدعم الذي يجعل الطفل يشعر وكأنه يتساقط. سوف يستجيب الرضيع عن طريق حركة اليد بالمد والجذب، وبالبكاء. إن رد فعل مورو مهم في تقييم تكامل الجهاز العصبي المركزي وسيظهر المرضى الذين يعانون من شلل دماغي رنحي وجود واستمرارية ردة الفعل. بالإضافة إلى ذلك، نادراً ما يظهر المرضى الذين يعانون من شلل دماغي رنحي اختبار رومبرغ بنتيجة إيجابية، مما يشير إلى وجود خلل وظيفي بالمخيخ.
الاختبارات التشخيصية الفيزيائية، مثل التصوير الدماغي باستخدام التصوير المقطعي المحوسب (CT)، التصوير بالرنين المغناطيسي (MRI)، والموجات فوق الصوتية هي أيضا مفيدة، ولكنها غير مفضلة للتقييم الإكلينيكي. تقنيات التصوير العصبي ممكن أن تظهر التشوهات الدماغية في المرضى السابقين المصابين بالشلل الدماغي، مثل احتشاء بؤري (محدد) وتشوهات دماغية مختلفة، ولكن في دراسة أجريت على 273 طفلاً ولدوا بعد 35 أسبوعًا من الحمل وخضعوا لدراسات تصوير الأعصاب، ثلث من الرضع أظهروا نتائج طبيعية. بالإضافة إلى ذلك، يخضع الرضع لتصوير الأعصاب بمجرد أن يكون لدى الطفل نتائج عصبية توحي بالشلل الدماغي.
من أجل تشخيص لصحة نمو الأطفال والرضع، هناك عدد من معالم السلوك الحركي واللغوي والتكيفي والاجتماعي، مثل: 
1. عندما يستطيع الطفل الجلوس بمفرده مع أو بدون دعم
2. عندما يقول كلماته الأولى
3. قادر علي إطعام نفسه
4. يمكنه العب مع أطفال من نفس العمر

## العلاج
على الرغم من عدم وجود علاج، هناك العديد من العلاجات المختلفة التي يتم استخدامها حاليا للمساعدة في السيطرة على الأعراض. منها علاجات المدى القصير وتشمل مثلا بعض الأدوية (مثل البوتوكس) الذي يرخي العضلات. وجد ان البوتوكس فعالا ويريح من العضلات المشدودة بالأخص في علاج الهزات التي تحدث في الصوت واليدين والرأس. تم استخدام أدوية مختلفة لعلاج الشلل الدماغي المترنح أيضا علي المدي القصير مثل البِدْهيدون والبنزوديازيبين والتي يمكن أن تخفف بعض أعراض الهزة ولكن لا يوصى باستخدامها لفترة طويلة. وعلاجات أخرى مثل استخدام درجات حرارة متغيرة للتحكم في الهزات العضلية، والمواظبة علي نهج متوازن من الرعاية والدعم المنسق الذي يشمل المعالجين الفزيائيين وجراحي العظام والأطباء النفسيين.
تاريخ المرض
شوهد أول حالة مرضية موثقة بها اضطرابات المخيخ في مرحلة الطفولة في عام 1861 عندما نشر فريدريش بحث بعنوان «التنكس الدماغي المخيخي العائلي». وقد لاحظت دراساته الأخيرة لأواخر القرن التاسع عشر أعراضًا، بما في ذلك الرعاش، أو نقص التوتر، أو نقصان في حركة الأوتار، والخطاب. كان ذلك في عام 1897 عندما اقترح فرويد، بعد دراسته لعمل فريدريش وأبحاث أخرى في ذلك الوقت، أن هناك فئة خاصة من الشلل الدماغي تدعى الشلل الدماغي المترنح. [5]